# Andrés Duany (Squashspieler)
Andrés Duany Miró Quesada (* 25. August 1990 in Lima) ist ein peruanischer Squashspieler.

## Karriere
2013 schloss Andrés Duany sein Studium an der University of Rochester in den Fächern Wirtschaft und Unternehmensstrategie ab. Für Rochester, unter der Leitung von Martin Heath, war er auch im College-Sport aktiv und erfolgreich. Im Anschluss nahm er eine Anstellung beim Peru Trade Office in Los Angeles an.
Gleichzeitig spielte er auch einige wenige Turniere auf der PSA World Tour mit, wodurch er Weltranglistenpunkte erlangte. Seine höchste Platzierung erreichte er dadurch mit Rang 288 im August 2013.
Bei den Panamerikanischen Spielen gewann er 2015 an der Seite von Diego Elías die Bronzemedaille im Doppel. Bereits 2008 wurde er mit Mauricio Dasso Panamerikameister im Doppel. Er stand mehrfach im Kader der peruanischen Nationalmannschaft.

## Erfolge
- Panamerikameister im Doppel: 2008
- Panamerikanische Spiele: 1 × Bronze (Doppel 2015)
- Südamerikaspiele: 1 × Gold (Mannschaft 2018)